# یک بلای طبیعی
یک بلای طبیعی (به انگلیسی: A Natural Disaster) نام یک آلبوم استودیویی از گروه موسیقی راک بریتانیایی، آناتما، است. این آلبوم در ۳ نوامبر ۲۰۰۳ توسط Music For Nations منتشر شده است.

## لیست آهنگ‌ها
1. Harmonium
2. Balance
3. Closer
4. Are You There?
5. Childhood Dream
6. Pulled Under at 2000 Metres a Second
7. A Natural Disaster
8. Flying
9. Electricity
10. Violence

## اعضای مشارکت کننده در این آلبوم
- وینسنت کاوانا — خواننده (به جز در آهنگ‌های چهارم، هفتم و نهم), گیتار
- دنییل کاوانا — گیتار، کیبورد، خواننده در آهنگ چهارم و نهم
- لس اسمیت — کیبورد، برنامه ریز
- جیمی کاوانا — گیتار بیس، برنامه ریز
- جان داگلاس — درامر
- آنا لایوینستون - اضافه خواننده در آهنگ چهارم
- لی داگلاس - خواننده در آهنگ همنام آلبوم